# La Paz (Colombia)
La Paz è un comune della Colombia facente parte del dipartimento di Santander.
L'abitato venne fondato da Ramón Blanco Viana nel 1793.